# Sainte-Marie (Hautes-Pyrénées)
Sainte-Marie (gaskognisch Senta-Maria (de Varossa)) ist eine französische Gemeinde mit 59 Einwohnern (Stand 1. Januar 2022) im Département Hautes-Pyrénées in der Region Okzitanien; sie gehört zum Arrondissement Bagnères-de-Bigorre und zum Gemeindeverband Neste Barousse.

## Geografie
Die Gemeinde Sainte-Marie liegt 22 Kilometer südlich der Stadt Saint-Gaudens an der Grenze zum Département Haute-Garonne (die Départementsgrenze verläuft mitten durch das Dorf Sainte-Marie). Die Gemeinde besteht aus einem Teil des Dorfs Sainte-Marie sowie wenigen Einzelgehöften und reicht im Osten bis an das Ufer der Garonne. Die Gemeinde liegt an der D 161, wenige Kilometer westlich der N 125 und an der Bahnlinie Montréjeau-Luchon (Bagnhalt Saléchan-Siradan).

## Geschichte
Im Mittelalter lag der Ort innerhalb der Grafschaft Barousse in der Region Armagnac, die ein Teil der Provinz Gascogne war. Nach 1790 kam ein Teil der Gemeinde zum Département Haute-Garonne. Dieser Teil von Sainte-Marie mitsamt der Kapelle Notre-Dame-des-Vignes gehört heute zur Gemeinde Bagiry. Die Gemeinde gehörte von 1793 bis 1801 zum District La Barthe. Zudem lag Sainte-Marie von 1793 bis 2015 im Kanton Mauléon-Barousse. Die Gemeinde ist seit 1801 dem Arrondissement Bagnères-de-Bigorre zugeteilt.

## Bevölkerungsentwicklung
| Jahr      | 1962 | 1968 | 1975 | 1982 | 1990 | 1999 | 2006 | 2014 | 2020 |
| --------- | ---- | ---- | ---- | ---- | ---- | ---- | ---- | ---- | ---- |
| Einwohner | 20   | 12   | 28   | 37   | 31   | 27   | 39   | 45   | 59   |